# Botanická zahrada při Střední zemědělské škole Dalovice
Botanická zahrada při Střední zemědělské škole Dalovice je botanická zahrada, která se nachází v obci Dalovice na Karlovarsku. V zahradě rostou nejen domácí dřeviny, ale i vzácné evropské a zámořské dřeviny. V roce 1970 byl postaven skleník a pařeniště. V zahradě má být časem  obsaženo až 700 druhů volně rostoucích rostlin, tedy většina všech druhů historicky doložených na území okresu Karlovy Vary. V druhé dekádě 21. století je v zahradě asi 170 druhů místních rostlin. Zahrada proslula rozsáhlou sbírkou travin i ve světě.

## Historie
Botanická zahrada byla založena roku 1965. Ovšem je uváděn i rok 1966. nebo kompromisně 1965–1966. Za zakladatele botanické zahrady lze považovat vychovatele ing. Eduarda Kutschera. V letech 2001–2007 velká část sbírek zcela zanikla nebo byla silně poškozena. Na počátku druhé dekády 21. století je botanická zahrada obnovována.

## Prvky
V zahradě je taxonomická část, kde jsou rostliny rozděleny na jednoděložné a dvouděložné, skalka, sbírka kosatců, ovocné stromy, arboretum, které se převážně skládá z keřů upravených jako živé ploty podél hranice pozemku. Mezi stavební prvky patřil domek pro zahradníka, pergola, tři pařeniště a skleník.

## Využití
Poslání arboreta je především osvětové, u dřevin jsou podrobné jmenovky. Zahrada je veřejně přístupná.